# Primer ministro de Yugoslavia
El primer ministro de Yugoslavia fue el jefe de Gobierno de Yugoslavia, desde la creación del Reino de los Serbios, Croatas y Eslovenos en 1918 hasta la disolución de la República Federal de Yugoslavia en 2003. 

## Historia
El Reino de los Serbios, Croata y Eslovenos se creó en 1918, y entre la proclamación del nuevo Estado y la aprobación de la nueva Constitución en 1921, el nuevo país se rigió por la antigua Constitución serbia. La Constitución de 1921 garantizó el sistema de gobierno de monarquía constitucional, con el cargo de primer ministro como jefe del gobierno. Sin embargo la tensión entre croatas y serbios llevó al rey Alejandro I a suspender la constitución, inhabilitó al parlamento y acumuló poderes dictatoriales el 6 de enero de 1929. Pese a la nueva situación política, se mantuvo el cargo de primer ministro con jefe del gobierno bajo supervisión real. Tras la muerte del rey Alejandro durante una visita de estado a Francia (9 de octubre de 1934) se restauró el gobierno constitucional.
El Reino de Yugoslavia (denominación desde 1929) fue invadido por la Alemania nazi el 6 de abril de 1941, y en pocos días todo el país caía en manos de las tropas alemanas y sus aliados. El rey Pedro II y el gobierno partieron hacia el exilio en Londres. El estado yugoslavo fue troceado entre las potencias del Eje, además de crearse dos estados colaboracionistas: el Estado Independiente de Croacia y el Gobierno de Salvación Nacional de Serbia.
El gobierno yugoslavo en el exilio tenía poca influencia tanto política como militar en la lucha contra los alemanes, en cambio los partisanos yugoslavos, mayoritariamente comunistas, adquirieron la preponderancia dentro de la resistencia bajo la dirección de Josip Broz Tito. Este movimiento creó el Consejo Antifascista de Liberación Nacional de Yugoslavia (AVNOJ en el acrónimo serbocroata) como órgano político pero sin ser un gobierno nacional alternativo al monárquico
No obstante, el 29 de noviembre de 1943, durante la Sexta Ofensiva Antipartisana, se celebró en Jajce el segundo congreso del AVNOJ. Asistieron 142 delegados y el oficial de enlace británico William Deakin, como representante de la misión militar británica. Tito declaró que había llegado el momento en que en AVNOJ se convirtiese en el parlamento yugoslavo y que se formase un "Comité Nacional de Liberación de Yugoslavia" como gobierno del país.
Como consecuencia, un nuevo gobierno de 17 miembros tomó oficialmente las riendas del gobierno, retirándose el reconocimiento del gobierno en el exilio. Tito quedaba como primer ministro y ministro de Defensa del nuevo gobierno. 
Antes de que finalizara el conflicto bélico, el 1 de noviembre de 1944, Tito y el primer ministro del gobierno en el exilio, Ivan Šubašić, alcanzaron un preacuerdo. El AVNOJ se convertiría oficialmente en la Asamblea Federal de Yugoslavia y se formaría un gobierno de unidad con 12 miembros del Comité Nacional de Liberación y 6 del gobierno en el exilio.
El 6 de marzo de 1945 el AVNOJ recibió la dimisión del Comité de Liberación, a la vez que renunciaban los ministros en el exilio, todo para formar el nuevo gobierno de unidad nacional. El gabinete de unidad nacional, controlado ampliamente por Tito, se formó el 7 de marzo, único acto de la junta de regencia. De los 28 miembros del gabinete 20 eran antiguos miembros del Consejo Nacional de Liberación y únicamente 3 eran ajenos a los partisanos. El antiguo primer ministro Šubašić fue nombrado ministro de Exteriores del gobierno.
El 11 de noviembre de 1945 se celebraron las primeras elecciones yugoslavas de la posguerra, tal y como se hubiera acordado. Tito y los comunistas concurrieron a los comicios bajo la coalición del Frente Unitario Nacional de Liberación, logrando obtener un triunfo aplastante con un 90% de los votos. Por su parte, los monárquicos se negaron a participar en las elecciones y las boicotearon, lo que no hizo más que consolidar la victoria de la coalición comunista. Tito disfrutaba de una enorme popularidad entre la población debido a su imagen como libertador de Yugoslavia. Unas semanas después, 29 de noviembre de 1945, el nuevo Parlamento electo aceptó la candidatura de Tito al cargo de primer ministro y a su vez proclamó la República Federativa Popular de Yugoslavia.
El 14 de enero de 1953 Tito transforma el gobierno de Yugoslavia. El político croata aglutinará bajo su mando la jefatura del Estado (recién creada) y la jefatura de Gobierno. La estructura del ejecutivo  también se verá afectada, se suprimen los cargos de primer ministro y de los ministros, siendo sustituidos por un Consejo Ejecutivo Federal, cuya dirección asumió también Tito, como Presidente del Consejo Ejecutivo Federal. En 1963 Tito renuncia a su puesto como presidente del Consejo, conservando la jefatura del Estado, a partir de este momento el presidente del Consejo es elegido por la Asamblea Nacional.
Con la disolución de Yugoslavia, las repúblicas favorables al mantenimiento del antiguo estado (Serbia y Montenegro) se organizaron entonces como República Federal de Yugoslavia, y aunque intentó ser el sucesor legal de la antigua Yugoslavia a través de la Resolución 757, la Organización de Naciones Unidas (ONU), no lo reconoció como tal en la Resolución 777. La denominación de Presidente del Consejo fue sustituida por la de Presidente del Gobierno Federal de la República Federal de Yugoslavia
Finalmente el 4 de febrero de 2003 se aprobó eliminar la denominación de República Federal de Yugoslavia, y su sustitución por Serbia y Montenegro.

## Denominación
Pese a que comúnmente se le conocía como primer ministro de Yugoslavia, el cargo de jefe de Gobierno tuvo varias denominaciones oficiales a través de los años:
- Primer ministro del Reino de Serbios, Croatas y Eslovenos                      (1918-1929)
- Primer ministro del Reino de Yugoslavia                                        (1929-1945)
- Primer ministro del Gobierno provisional de la Yugoslavia Federal Democrática  (1945)
- Primer ministro de la República Federativa Socialista de Yugoslavia            (1945-1953)
- Presidente del Consejo Ejecutivo Federal de la RFS de Yugoslavia              (1953-1992)
- Presidente del Gobierno Federal de la República Federal de Yugoslavia          (1992-2003)

## Lista de primeros ministros de Yugoslavia

### Monarquía(1918-1945)
| Primer ministro                                       | Primer ministro | Primer ministro                 | Inicio                                | Fin                     | Partido                                                           | Monarca (periodo)                      | Monarca (periodo)       |
| ----------------------------------------------------- | --------------- | ------------------------------- | ------------------------------------- | ----------------------- | ----------------------------------------------------------------- | -------------------------------------- | ----------------------- |
| Reino de los Serbios, Croatas y Eslovenos (1918-1929) |                 |                                 |                                       |                         |                                                                   |                                        |                         |
|                                                       |                 | Nikola Pašić (1845-1926)        | 1 de diciembre de 1918 (en funciones) | 22 de diciembre de 1918 | Partido Popular Radical                                           |                                        | Pedro I (1918-1921)     |
|                                                       |                 | Stojan Protić (1857-1923)       | 22 de diciembre de 1918               | 16 de agosto de 1919    | Partido Popular Radical                                           |                                        | Pedro I (1918-1921)     |
|                                                       |                 | Ljubomir Davidović (1863-1940)  | 16 de agosto de 1919                  | 19 de febrero de 1920   | Partido Democrático                                               |                                        | Pedro I (1918-1921)     |
|                                                       |                 | Stojan Protić (1857-1923)       | 16 de agosto de 1919 (2.º mandato)    | 16 de mayo de 1920      | Partido Popular Radical                                           |                                        | Pedro I (1918-1921)     |
|                                                       |                 | Milenko Vesnić (1863-1921)      | 16 de mayo de 1920                    | 1 de enero de 1921      | Partido Popular Radical                                           |                                        | Pedro I (1918-1921)     |
|                                                       |                 | Nikola Pašić (1845-1926)        | 1 de enero de 1921 (2.º mandato)      | 28 de julio de 1924     | Partido Popular Radical                                           |                                        | Pedro I (1918-1921)     |
|                                                       |                 | Nikola Pašić (1845-1926)        | 1 de enero de 1921 (2.º mandato)      | 28 de julio de 1924     | Partido Popular Radical                                           | Alejandro I (1921–1934)                |                         |
|                                                       |                 | Ljubomir Davidović (1863-1940)  | 28 de julio de 1924                   | 6 de noviembre de 1924  | Partido Democrático                                               |                                        |                         |
|                                                       |                 | Nikola Pašić (1845-1926)        | 6 de diciembre de 1924 (3.er mandato) | 8 de abril de 1926      | Partido Popular Radical                                           |                                        |                         |
|                                                       |                 | Nikola Uzunović (1873-1954)     | 8 de abril de 1926                    | 17 de abril de 1927     | Partido Popular Radical                                           |                                        |                         |
|                                                       |                 | Velimir Vukićević (1871-1930)   | 17 de abril de 1927                   | 28 de julio de 1928     | Partido Popular Radical                                           |                                        |                         |
|                                                       |                 | Velimir Vukićević (1872-1940)   | 28 de julio de 1928                   | 7 de enero de 1929      | Partido Popular Esloveno                                          |                                        |                         |
|                                                       |                 | Petar Živković (1879-1953)      | 7 de enero de 1929                    | 3 de octubre de 1929    | Democracia Campesina Radical Yugoslava                            |                                        |                         |
| Reino de Yugoslavia (1929-1945)                       |                 |                                 |                                       |                         |                                                                   |                                        |                         |
|                                                       |                 | Petar Živković (1879-1953)      | 7 de enero de 1929                    | 3 de octubre de 1929    | Democracia Campesina Radical Yugoslava                            |                                        | Alejandro I (1921–1934) |
|                                                       |                 | Vojislav Marinković (1876-1935) | 3 de octubre de 1929                  | 4 de abril de 1932      | Democracia Campesina Radical Yugoslava                            |                                        | Alejandro I (1921–1934) |
|                                                       |                 | Milan Srškić (1880-1937)        | 4 de abril de 1932                    | 27 de enero de 1934     | Democracia Campesina Radical Yugoslava                            |                                        | Alejandro I (1921–1934) |
|                                                       |                 | Nikola Uzunović (1873-1954)     | 27 de enero de 1934 (2.º mandato)     | 22 de diciembre de 1934 | Democracia Campesina Radical Yugoslava Partido Nacional Yugoslavo |                                        | Alejandro I (1921–1934) |
|                                                       |                 | Nikola Uzunović (1873-1954)     | 27 de enero de 1934 (2.º mandato)     | 22 de diciembre de 1934 | Democracia Campesina Radical Yugoslava Partido Nacional Yugoslavo | Regencia de Príncipe Pablo (1934–1941) |                         |
|                                                       |                 | Milan Srškić (1886-1960)        | 22 de diciembre de 1934               | 24 de junio de 1935     | Unión Radical Yugoslava                                           |                                        |                         |
|                                                       |                 | Milan Stojadinović (1886-1961)  | 24 de junio de 1935                   | 5 de febrero de 1939    | Unión Radical Yugoslava                                           |                                        |                         |
|                                                       |                 | Dragiša Cvetković (1893-1969)   | 5 de febrero de 1939                  | 27 de marzo de 1941     | Unión Radical Yugoslava                                           |                                        |                         |
|                                                       |                 | Dušan Simović (1882-1962)       | 27 de marzo de 1941                   | 21 de junio de 1941     | Militar                                                           |                                        | Pedro II (1941-1945)    |

### Segunda Guerra Mundial(1941-1945)
| Primer ministro                                    | Primer ministro | Primer ministro                | Inicio               | Fin                  | Partido                        | Monarca (periodo) | Monarca (periodo)    |
| -------------------------------------------------- | --------------- | ------------------------------ | -------------------- | -------------------- | ------------------------------ | ----------------- | -------------------- |
| Gobierno yugoslavo exiliado en Londres (1941-1945) |                 |                                |                      |                      |                                |                   |                      |
|                                                    |                 | Dušan Simović (1882-1962)      | 21 de junio de 1941  | 12 de enero de 1942  | Militar                        |                   | Pedro II (1941-1945) |
|                                                    |                 | Slobodan Jovanović (1869-1958) | 12 de enero de 1942  | 26 de junio de 1943  | Independiente                  |                   | Pedro II (1941-1945) |
|                                                    |                 | Miloš Trifunović (1871-1957)   | 26 de junio de 1943  | 10 de agosto de 1943 | Partido Popular Radical Serbio |                   | Pedro II (1941-1945) |
|                                                    |                 | Božidar Purić (1891-1977)      | 10 de agosto de 1943 | 8 de agosto de 1944  | Independiente                  |                   | Pedro II (1941-1945) |
|                                                    |                 | Ivan Šubašić (1892-1955)       | 8 de agosto de 1944  | 6 de marzo de 1945   | Partido Campesino Croata       |                   | Pedro II (1941-1945) |

| Primer ministro                             | Primer ministro | Primer ministro           | Inicio                  | Fin                     | Partido | Jefe de Estado (periodo) | Jefe de Estado (periodo)  |
| ------------------------------------------- | --------------- | ------------------------- | ----------------------- | ----------------------- | ------- | ------------------------ | ------------------------- |
| Estado Independiente de Croacia (1941-1945) |                 |                           |                         |                         |         |                          |                           |
|                                             |                 | Ante Pavelić (1889-1959)  | 10 de abril de 1941     | 2 de septiembre de 1943 | Ustacha |                          | Tomislav II, (1941-1943)  |
|                                             |                 | Nikola Mandić (1869-1945) | 2 de septiembre de 1943 | 8 de mayo de 1945       | Ustacha |                          | Ante Pavelić, (1943-1945) |

| Primer ministro                                      | Primer ministro | Primer ministro         | Inicio               | Fin                  | Partido | Jefe de Estado (periodo) | Jefe de Estado (periodo) |
| ---------------------------------------------------- | --------------- | ----------------------- | -------------------- | -------------------- | ------- | ------------------------ | ------------------------ |
| Gobierno de Salvación Nacional de Serbia (1941-1944) |                 |                         |                      |                      |         |                          |                          |
|                                                      |                 | Milan Nedic (1878-1946) | 29 de agosto de 1941 | 4 de octubre de 1944 | Militar |                          | ninguno                  |

| Primer ministro                                                       | Primer ministro | Primer ministro             | Inicio                 | Fin                | Partido                         | Jefe de Estado (periodo) | Jefe de Estado (periodo) |
| --------------------------------------------------------------------- | --------------- | --------------------------- | ---------------------- | ------------------ | ------------------------------- | ------------------------ | ------------------------ |
| Consejo Antifascista de Liberación Nacional de Yugoslavia (1941-1945) |                 |                             |                        |                    |                                 |                          |                          |
|                                                                       |                 | Josip Broz Tito (1892-1980) | 2 de noviembre de 1944 | 7 de marzo de 1945 | Partido Comunista de Yugoslavia |                          | Ivan Ribar (1943-1945)   |

### Gobierno provisional(1945)
| Primer ministro                                                  | Primer ministro | Primer ministro             | Inicio             | Fin                     | Partido                                | Jefe de Estado (periodo) | Jefe de Estado (periodo) |
| ---------------------------------------------------------------- | --------------- | --------------------------- | ------------------ | ----------------------- | -------------------------------------- | ------------------------ | ------------------------ |
| Gobierno provisional de la Yugoslavia Federal Democrática (1945) |                 |                             |                    |                         |                                        |                          |                          |
|                                                                  |                 | Josip Broz Tito (1892-1980) | 7 de marzo de 1945 | 29 de noviembre de 1945 | Frente Unitario Nacional de Liberación |                          | Pedro II (1945)          |

### República Federal(1945-2003)
| Primer ministro                                           | Primer ministro | Primer ministro                 | Inicio                                | Fin                     | Partido                                                  | Jefe de Estado (periodo)                        | Jefe de Estado (periodo)    |
| --------------------------------------------------------- | --------------- | ------------------------------- | ------------------------------------- | ----------------------- | -------------------------------------------------------- | ----------------------------------------------- | --------------------------- |
| República Federativa Socialista de Yugoslavia (1945-1992) |                 |                                 |                                       |                         |                                                          |                                                 |                             |
|                                                           |                 | Josip Broz Tito (1892-1980)     | 29 de noviembre de 1945               | 14 de enero de 1953     | Partido Comunista de Yugoslavia Liga Comunista Yugoslava |                                                 | Ivan Ribar (1945-1953)      |
|                                                           |                 | Josip Broz Tito (1892-1980)     | 14 de enero de 1953                   | 29 de junio de 1963     | Liga Comunista Yugoslava                                 |                                                 | Josip Broz Tito (1953-1980) |
|                                                           |                 | Petar Stambolić (1912-2007)     | 29 de junio de 1963                   | 16 de mayo de 1967      | Liga Comunista Yugoslava                                 |                                                 | Josip Broz Tito (1953-1980) |
|                                                           |                 | Mika Špiljak (1916-2007)        | 16 de mayo de 1967                    | 18 de mayo de 1969      | Liga Comunista Yugoslava                                 |                                                 | Josip Broz Tito (1953-1980) |
|                                                           |                 | Mitja Ribičič (1919-2013)       | 18 de mayo de 1969                    | 30 de julio de 1971     | Liga Comunista Yugoslava                                 |                                                 | Josip Broz Tito (1953-1980) |
|                                                           |                 | Džemal Bijedić (1917-1977)      | 30 de julio de 1971                   | 18 de enero de 1977     | Liga Comunista Yugoslava                                 |                                                 | Josip Broz Tito (1953-1980) |
|                                                           |                 | Veselin Duranović (1925-1997)   | 18 de enero de 1977                   | 16 de mayo de 1982      | Liga Comunista Yugoslava                                 |                                                 | Josip Broz Tito (1953-1980) |
|                                                           |                 | Veselin Duranović (1925-1997)   | 18 de enero de 1977                   | 16 de mayo de 1982      | Liga Comunista Yugoslava                                 | Presidencia Colectiva de Yugoslavia (1980-1992) |                             |
|                                                           |                 | Milka Planinc (1924-2010)       | 16 de mayo de 1982                    | 15 de mayo de 1986      | Liga Comunista Yugoslava                                 |                                                 |                             |
|                                                           |                 | Branko Mikulić (1928-1995)      | 15 de mayo de 1986                    | 16 de marzo de 1989     | Liga Comunista Yugoslava                                 |                                                 |                             |
|                                                           |                 | Ante Marković (1924-2011)       | 16 de marzo de 1989                   | 20 de diciembre de 1991 | Liga Comunista Yugoslava Unión de Fuerzas Reformistas    |                                                 |                             |
|                                                           |                 | Aleksandar Mitrović (1933-2012) | 20 de diciembre de 1991(en funciones) | 14 de julio de 1992     | Partido Socialista de Serbia                             |                                                 |                             |
| República Federal de Yugoslavia (1992-2003)               |                 |                                 |                                       |                         |                                                          |                                                 |                             |
|                                                           |                 | Milan Panić (1929-)             | 14 de julio de 1992                   | 9 de febrero de 1993    | Independiente                                            |                                                 | Dobrica Ćosić (1992-1993)   |
|                                                           |                 | Radoje Kontić (1937-)           | 9 de febrero de 1993                  | 19 de mayo de 1998      | Partido de los Socialistas Democráticos de Montenegro    |                                                 | Dobrica Ćosić (1992-1993)   |
|                                                           |                 | Radoje Kontić (1937-)           | 9 de febrero de 1993                  | 19 de mayo de 1998      | Partido de los Socialistas Democráticos de Montenegro    | Zoran Lilić (1993-1997)                         |                             |
|                                                           |                 | Radoje Kontić (1937-)           | 9 de febrero de 1993                  | 19 de mayo de 1998      | Partido de los Socialistas Democráticos de Montenegro    | Slobodan Milošević (1997-2000)                  |                             |
|                                                           |                 | Momir Bulatović (1956-)         | 19 de mayo de 1998                    | 4 de noviembre de 2000  | Partido de los Socialistas Democráticos de Montenegro    |                                                 |                             |
|                                                           |                 | Momir Bulatović (1956-)         | 19 de mayo de 1998                    | 4 de noviembre de 2000  | Partido de los Socialistas Democráticos de Montenegro    | Vojislav Koštunica (2000-2003)                  |                             |
|                                                           |                 | Zoran Žižić (1951-2013)         | 4 de noviembre de 2000                | 24 de julio de 2001     | Partido Democrático de Unidad                            |                                                 |                             |
|                                                           |                 | Dragiša Pešić (1954-2016)       | 24 de julio de 2001                   | 7 de marzo de 2003      | Partido de los Socialistas Democráticos de Montenegro    |                                                 |                             |